# ناعور (عمان)
ناعور منطقة سكنية تقع في لواء ناعور، محافظة العاصمة في الأردن. تنتمي المنطقة لقضاء ناعور الذي يضم 15 منطقة. يقدر عدد سكانها بـ 32337 نسمة حسب إحصاء 2015.

## الوصلات الخارجية
- دائرة الاحصاءات العامة